# Walder Stadtpark

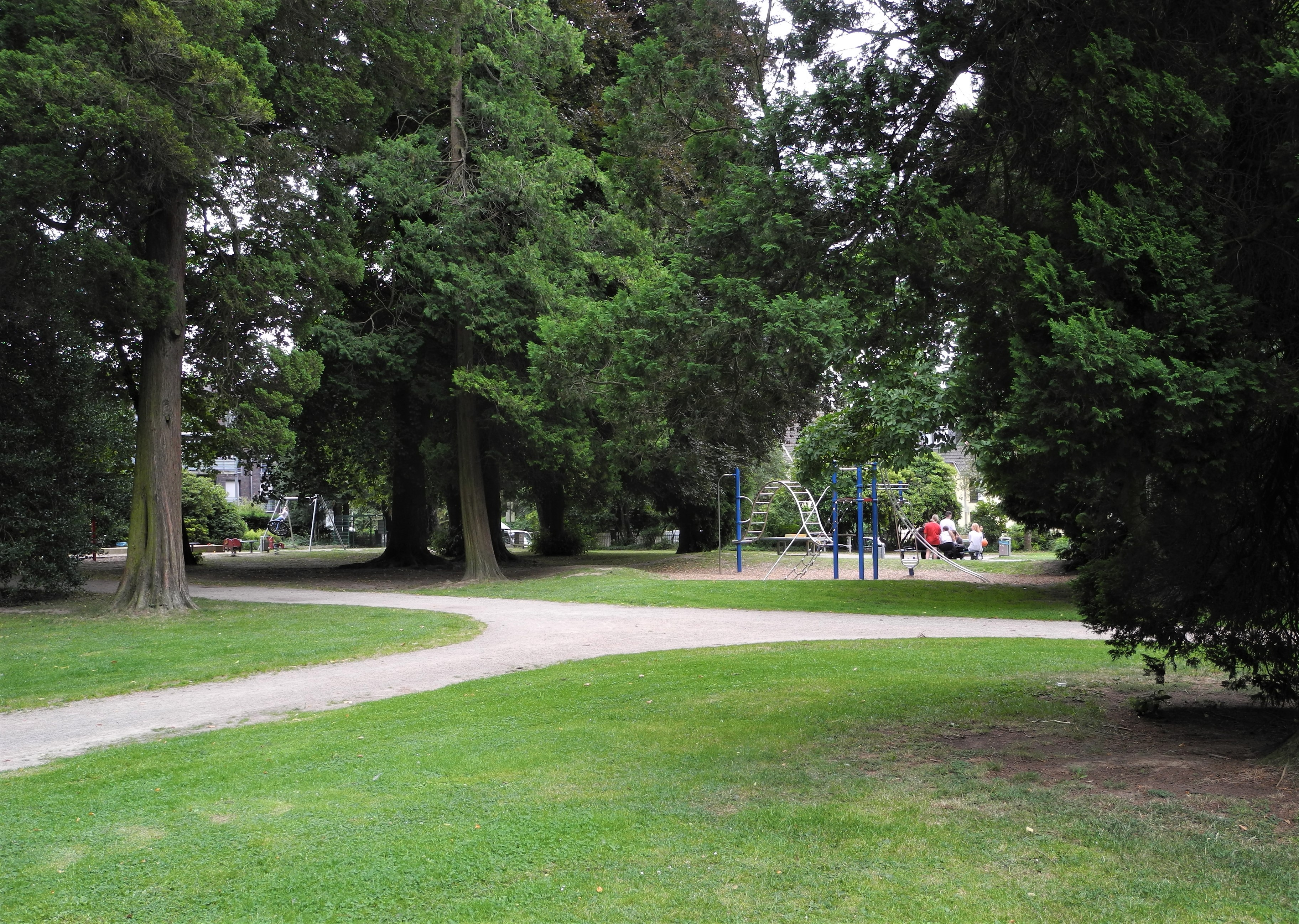
Walder Stadtpark

Der Walder Stadtpark ist eine öffentliche Parkanlage im Stadtteil Wald der bergischen Großstadt Solingen. Er geht auf einen im 19. Jahrhundert angelegten, evangelischen Friedhof an gleicher Stelle zurück.

## Lage und Beschreibung
Der rund 2 ha große Stadtpark befindet sich im Osten des Stadtteilzentrums von Solingen-Wald zwischen Friedrich-Ebert-Straße im Norden und Dültgenstaler Straße im Südwesten. Im Osten begrenzt eine Häuserreihe der Gebhardtstraße das Parkgelände. Von der Friedrich-Ebert-Straße aus liegt der Park in zweiter Reihe hinter dem Rathaus Wald, dem zugehörigen Parkplatz sowie dem benachbarten Stadtsaal Wald. Zugänge zum Park befinden sich aus allen Richtungen. Der Park ist durch mehrere baumbestandene Fußwege erschlossen, zwischen den Wegen liegen Rasenflächen und Gebüsch. Im Westen des Parks befindet sich eine Konzertmuschel, im Südosten ein Spielplatz. Auf einer Wiese am Rande des zentralen Fußwegs befindet sich ein 1984 von Max Kratz geschaffenes Mahnmal zum Gedenken an die Opfer von Kriegen.

## Geschichte

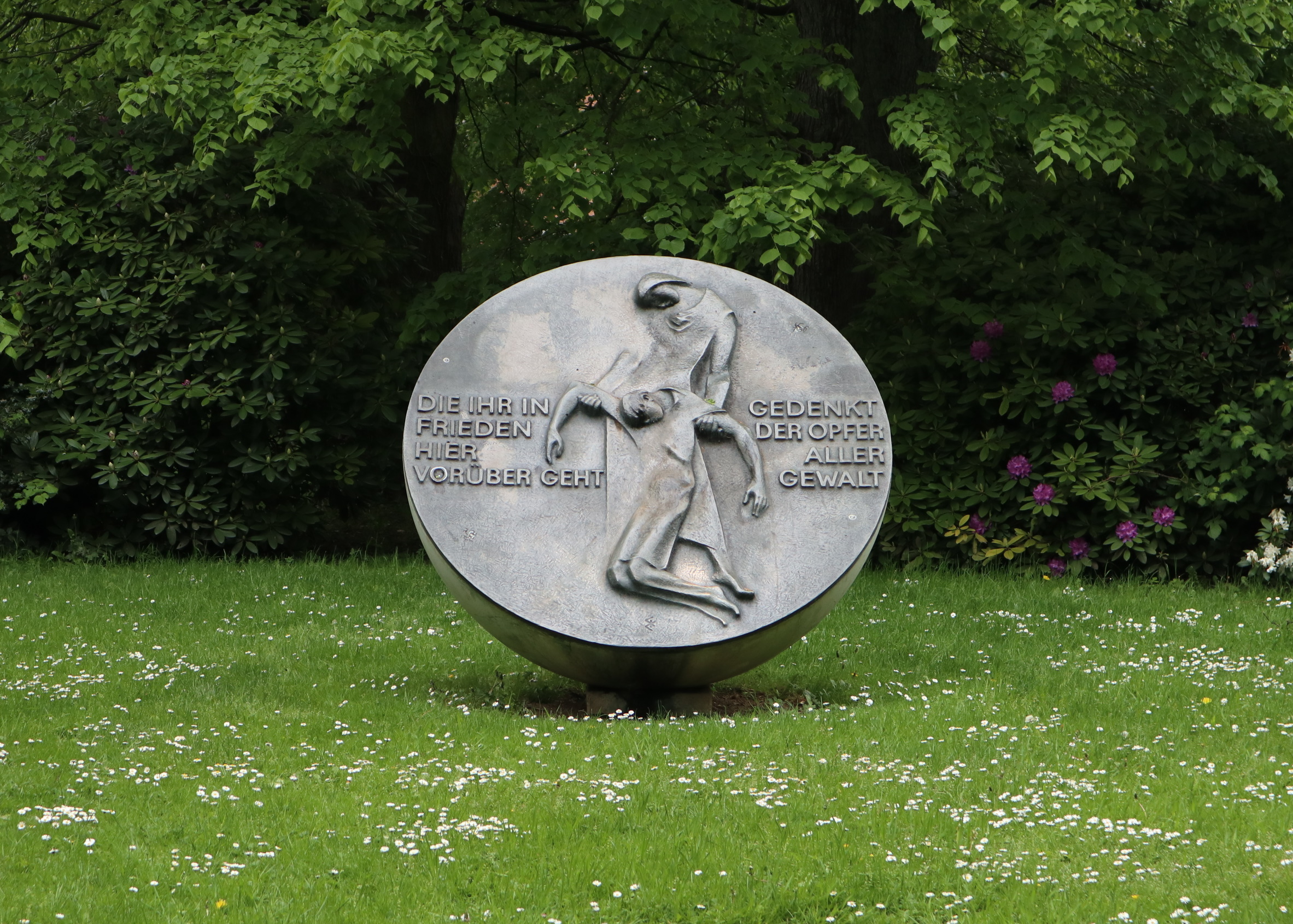
Mahnmal von Max Kratz im Walder Stadtpark

Die verstorbenen Bewohner von Wald wurden traditionell am Kirch(fried)hof unmittelbar angrenzend an die Walder Kirche begraben (Lage). Dieser alte Friedhof am Kirchhof wurde 1809 geschlossen und das Gelände später planiert, um Platz für einen Marktplatz zu schaffen. Der Friedhof wurde nach außerhalb verlegt und zwar an den Rand der 1812–1815 ausgebauten Kunststraße zwischen Wald und Gräfrath (Central).:2 Er entstand auf freiem Feld, das am Rande nur durch einzelne Hofschaften wie Sorgenhaus oder Scheiderfeld in Streubesiedlung bewohnt war. Der Grund, auf dem der neue Friedhof angelegt wurde, gehörte zuvor zum Deutzer Fronhof.
Der Friedhof wurde 1815 – nach anderen Quellen – 1820:2 am neuen Standort eingeweiht. Auf dem Grundriss nach der Urkarte von 1829 ist der Friedhof auf annähernd rechteckigem Grundstück als Kirchhof eingezeichnet. Er wurde über die Jahrzehnte kontinuierlich bis zur Straße ins Dültgenstal im Süden erweitert und durch eine Natursteinmauer eingefasst. Im Zuge der baulichen Verdichtung der Bürgermeisterei und Stadt Wald in der Zeit nach der Reichsgründung 1871 wurde der Friedhof sukzessive hauptsächlich von Wohnhäusern der Gründerzeit umschlossen, im Jahre 1888 wurde am Südrand an der Gebhardtstraße auch die Dampfschleiferei Sahler & Merx errichtet. Das 1891/1892 errichtete neue Rathaus der Stadt Wald entstand ebenfalls am Rand des Friedhofs, und zwar in nördlicher Richtung an der heutigen Friedrich-Ebert-Straße. Die evangelische Kirche hielt den Friedhof bis zum Jahr der Städtevereinigung 1929 geöffnet. Noch bis 1943 fanden anschließend Beisetzungen in Erbgrabstätten statt. Nach dem Zweiten Weltkrieg, ab dem Jahr 1952, wurde der Friedhof in einen Park umgewandelt. Sichtbare Grabsteine sind am Rand der Anlage sowie teils unter Bäumen mitten im Park noch erhalten, die meisten Gräber sind heute von Rasen bedeckt.
 

Auf Initiative des Walder Heimatkreises wurde im Jahre 1984 im Zentrum des Parks ein von dem Bildhauer Max Kratz geschaffenes Mahnmal aufgestellt. Der Walder Stadtpark ist seit 17. Januar 1985 unter der laufenden Nummer 465 in die Liste der Baudenkmäler in Solingen eingetragen.

Alte Grabmale im Walder Stadtpark
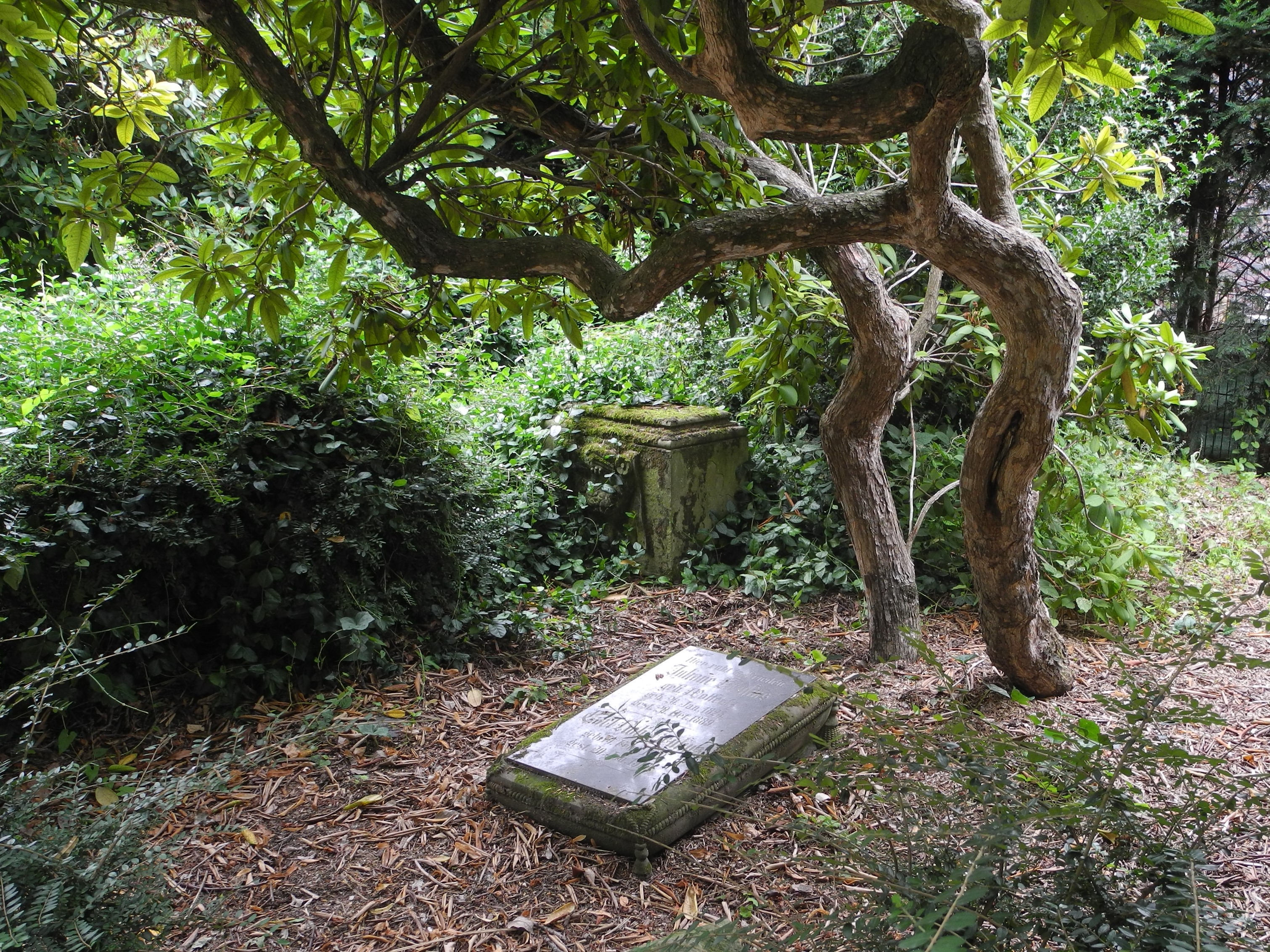
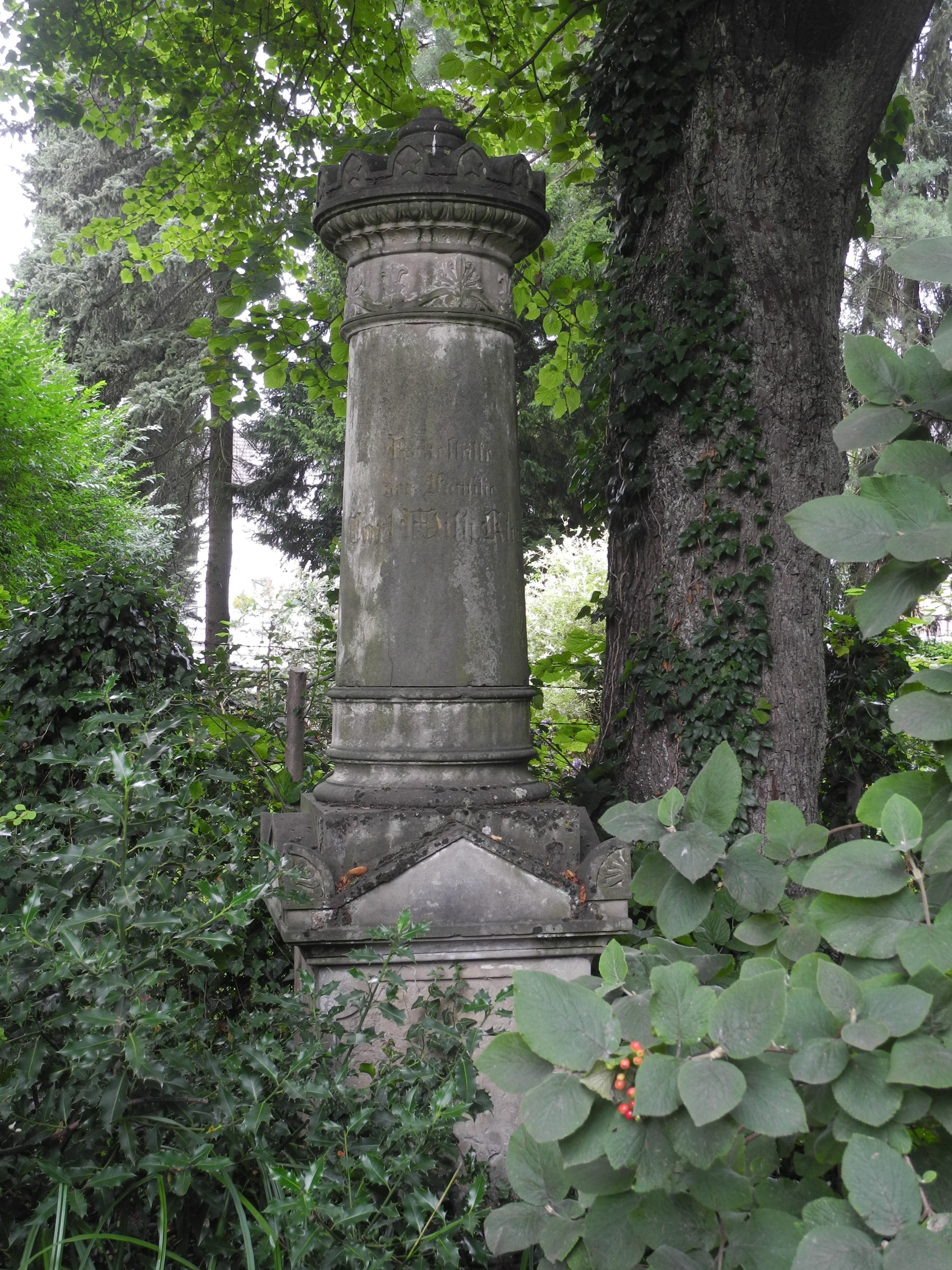
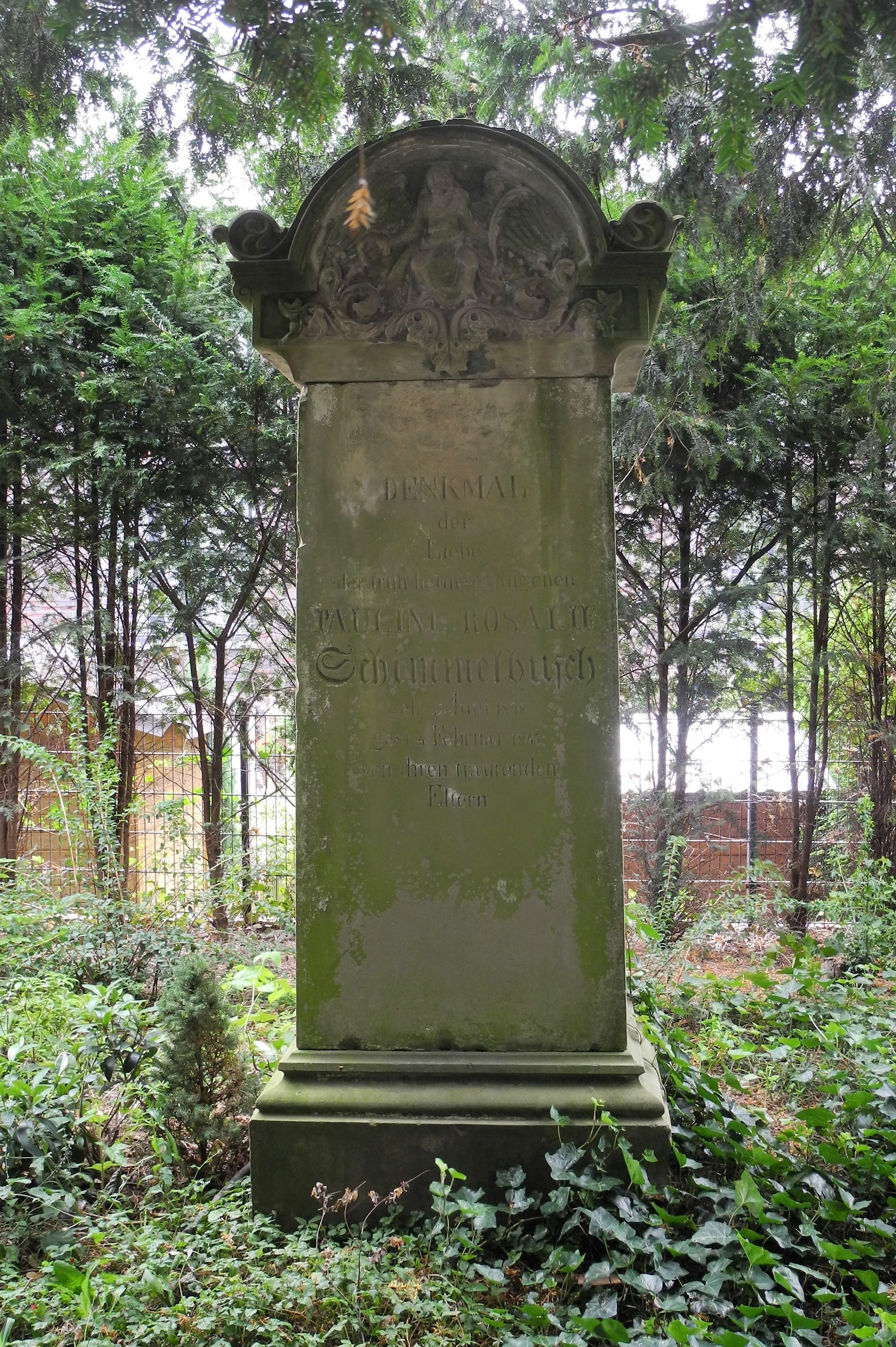
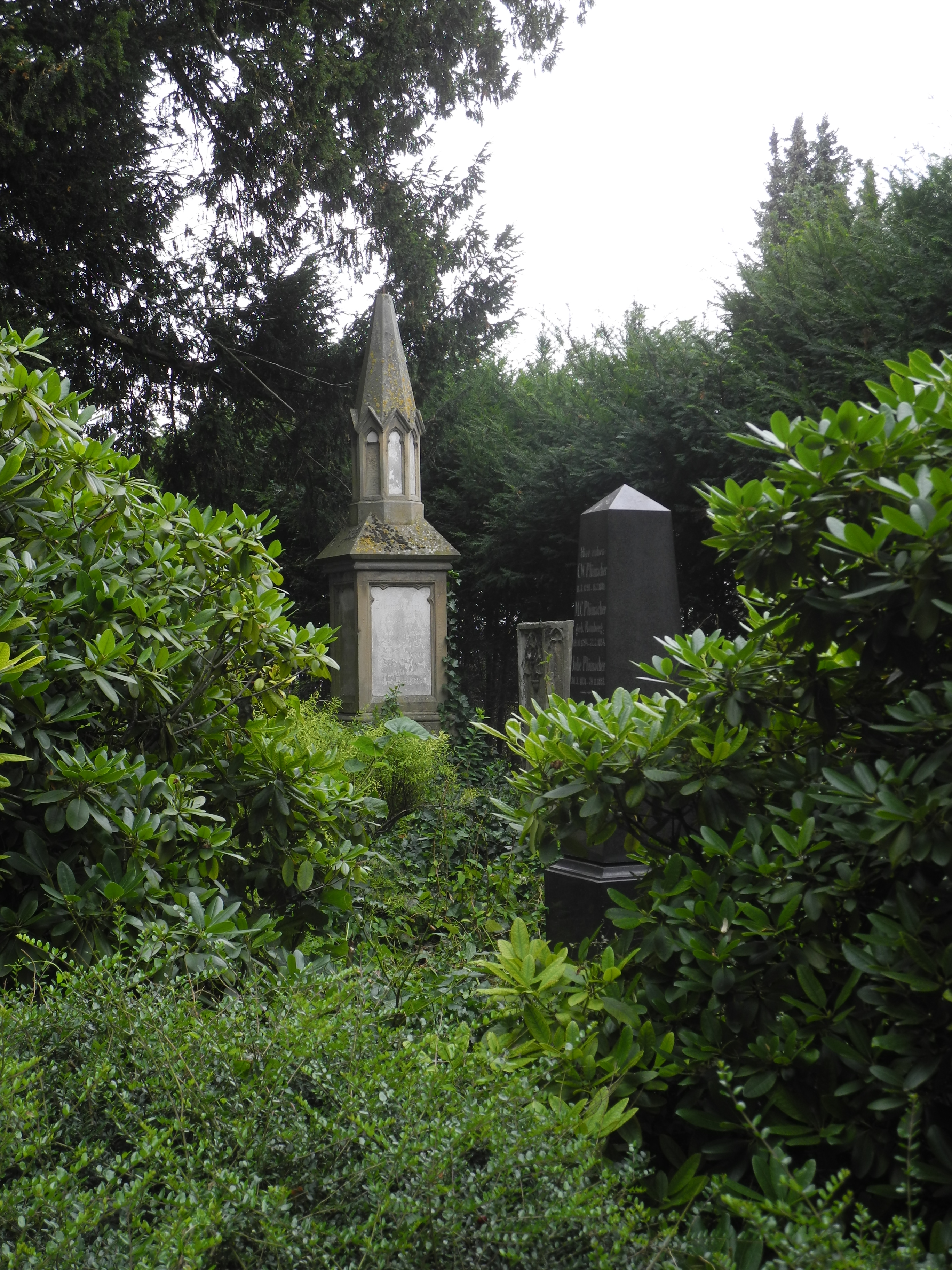
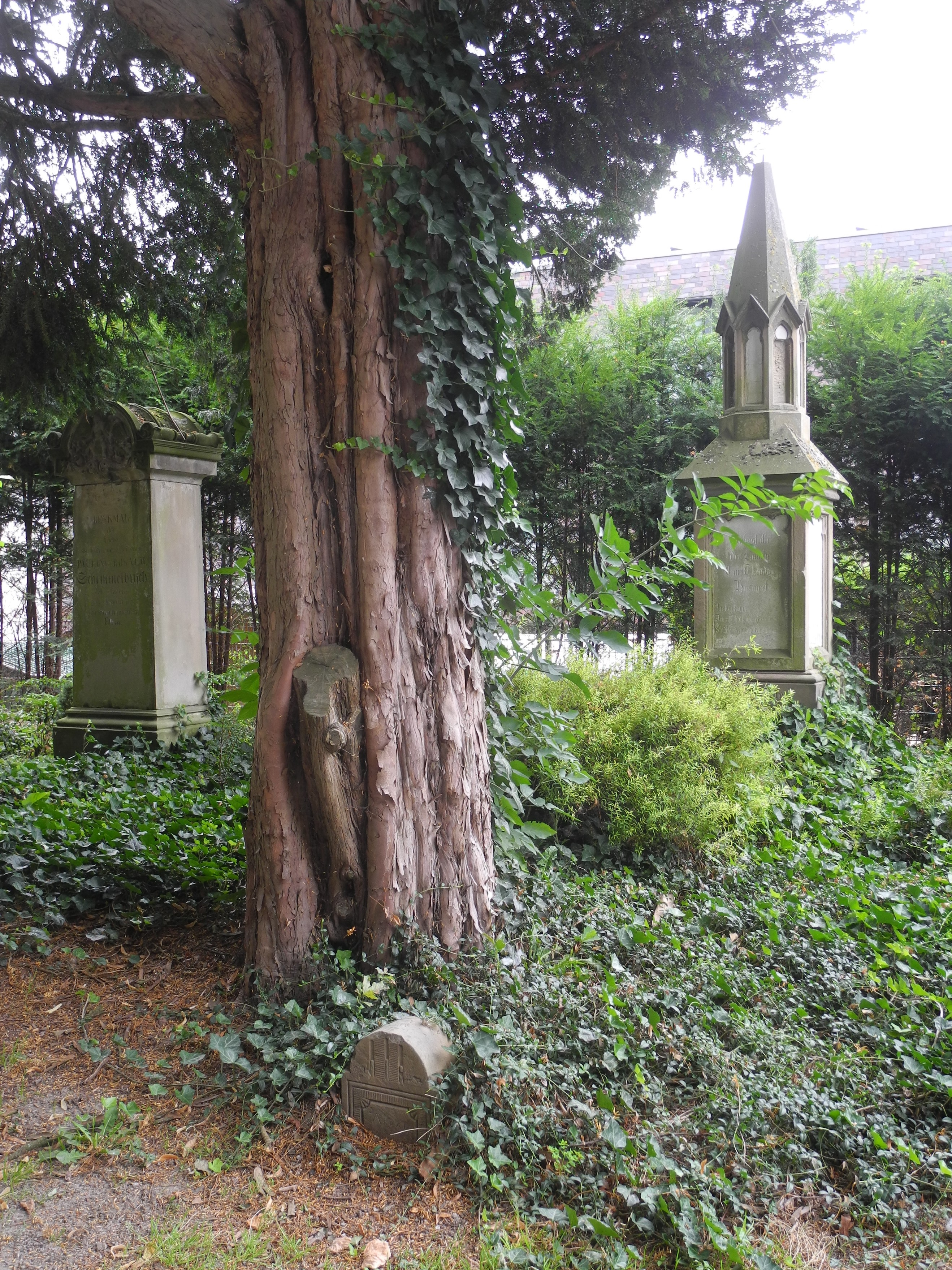